# Campionati del mondo di ciclismo su pista 2019 - Keirin femminile
La keirin femminile ai Campionati del mondo di ciclismo su pista 2019 si è svolta il 3 marzo 2019.

## Podio
| Pos.    | Atleta           | Nazionalità |
| ------- | ---------------- | ----------- |
| Oro     | Lee Wai Sze      | Hong Kong   |
| Argento | Kaarle McCulloch | Australia   |
| Bronzo  | Daria Shmeleva   | Russia      |

## Risultati

### Primo turno
Si qualificano per i quarti di finale le prime due di ogni batteria, le altre vanno ai ripescaggi.

#### Batteria 1
| Posizione | Atleta              | Nazione       | Gap    | Note |
| --------- | ------------------- | ------------- | ------ | ---- |
| 1         | Shanne Braspennincx | Paesi Bassi   |        | Q    |
| 2         | Nicky Degrendele    | Belgio        | +0.042 | Q    |
| 3         | Lauriane Genest     | Canada        | +0.076 |      |
| 4         | Lee Hye-jin         | Corea del Sud | +0.159 |      |
| 5         | Olivia Podmore      | Nuova Zelanda | +0.333 |      |

#### Batteria 2
| Posizione | Atleta             | Nazione       | Gap    | Note |
| --------- | ------------------ | ------------- | ------ | ---- |
| 1         | Lee Wai Sze        | Hong Kong     |        | Q    |
| 2         | Simona Krupeckaitė | Lituania      | +0.046 | Q    |
| 3         | Emma Hinze         | Germania      | +0.226 |      |
| 4         | Katy Marchant      | Gran Bretagna | +0.477 |      |
| 5         | Anastasia Voynova  | Russia        | +0.760 |      |

#### Batteria 3
| Posizione | Atleta              | Nazione     | Gap    | Note |
| --------- | ------------------- | ----------- | ------ | ---- |
| 1         | Laurine van Riessen | Paesi Bassi |        | Q    |
| 2         | Yuka Kobayashi      | Giappone    | +0.159 | Q    |
| 3         | Mathilde Gros       | Francia     | +0.532 |      |
| 4         | Urszula Łoś         | Polonia     | +0.676 |      |
| —         | Hoi Yan Jessica Lee | Hong Kong   | REL    | REL  |

#### Batteria 4
| Posizione | Atleta           | Nazione     | Gap    | Note |
| --------- | ---------------- | ----------- | ------ | ---- |
| 1         | Daria Shmeleva   | Russia      |        | Q    |
| 2         | Madalyn Godby    | Stati Uniti | +0.075 | Q    |
| 3         | Lin Junhong      | Cina        | +0.100 |      |
| 4         | Kaarle McCulloch | Australia   | +0.184 |      |
| 5         | Helena Casas     | Spagna      | +0.263 |      |

#### Batteria 5
| Posizione | Atleta            | Nazione   | Gap    | Note |
| --------- | ----------------- | --------- | ------ | ---- |
| 1         | Stephanie Morton  | Australia |        | Q    |
| 2         | Riyu Ohta         | Giappone  | +0.139 | Q    |
| 3         | Martha Bayona     | Colombia  | +1.090 |      |
| 4         | Lyubov Basova     | Ucraina   | +1.180 |      |
| 5         | Sandie Clair      | Francia   | +1.310 |      |
| 6         | Charlene Du Perez | Sudafrica | +1.368 |      |

### Ripescaggi primo turno
Le prime due di ogni batteria si qualificano ai quarti di finale

#### Batteria 1
| Posizione | Atleta            | Nazione   | Gap    | Note |
| --------- | ----------------- | --------- | ------ | ---- |
| 1         | Kaarle McCulloch  | Australia |        | Q    |
| 2         | Lauriane Genest   | Canada    | +0.032 | Q    |
| 3         | Charlene Du Perez | Sudafrica | +0.294 |      |
| 4         | Lyubov Basova     | Ucraina   | +0.298 |      |

#### Batteria 2
| Posizione | Atleta        | Nazione       | Gap       | Note      |
| --------- | ------------- | ------------- | --------- | --------- |
| 1         | Mathilde Gros | Francia       |           | Q         |
| 2         | Lee Hye-jin   | Corea del Sud | +0.319    | Q         |
| 3         | Emma Hinze    | Germania      | +0.420    |           |
| —         | Sandie Clair  | Francia       | Relegated | Relegated |

#### Batteria 3
| Posizione | Atleta              | Nazione       | Gap    | Note |
| --------- | ------------------- | ------------- | ------ | ---- |
| 1         | Hoi Yan Jessica Lee | Hong Kong     |        | Q    |
| 2         | Katy Marchant       | Gran Bretagna | +0.200 | Q    |
| 3         | Helena Casas        | Spagna        | +0.350 |      |
| —         | Olivia Podmore      | Nuova Zelanda | REL    | REL  |

#### Batteria 4
| Posizione | Atleta            | Nazione  | Gap    | Note |
| --------- | ----------------- | -------- | ------ | ---- |
| 1         | Anastasia Voynova | Russia   |        | Q    |
| 2         | Lin Junhong       | Cina     | +0.197 | Q    |
| 3         | Martha Bayona     | Colombia | +0.233 |      |
| 4         | Urszula Łoś       | Polonia  | +0.728 |      |

### Quarti di finale
Si qualificano alle semifinali le prime quattro atlete di ogni batteria.

#### Batteria 1
| Posizione | Atleta              | Nazione     | Gap    | Note |
| --------- | ------------------- | ----------- | ------ | ---- |
| 1         | Mathilde Gros       | Francia     |        | Q    |
| 2         | Simona Krupeckaitė  | Lituania    | +0.040 | Q    |
| 3         | Shanne Braspennincx | Paesi Bassi | +0.064 | Q    |
| 4         | Daria Shmeleva      | Russia      | +0.088 | Q    |
| 5         | Lin Junhong         | Cina        | +1.850 |      |
| 6         | Hoi Yan Jessica Lee | Hong Kong   |        |      |

#### Batteria 2
| Posizione | Atleta            | Nazione       | Gap    | Note |
| --------- | ----------------- | ------------- | ------ | ---- |
| 1         | Stephanie Morton  | Australia     |        | Q    |
| 2         | Lee Wai Sze       | Hong Kong     | +0.092 | Q    |
| 3         | Kaarle McCulloch  | Australia     | +0.116 | Q    |
| 4         | Anastasia Voynova | Russia        | +0.152 | Q    |
| 5         | Yuka Kobayashi    | Giappone      | +0.230 |      |
| 6         | Katy Marchant     | Gran Bretagna | +0.279 |      |

#### Batteria 3
| Posizione | Atleta              | Nazione       | Gap    | Note |
| --------- | ------------------- | ------------- | ------ | ---- |
| 1         | Lee Hye-jin         | Corea del Sud |        | Q    |
| 2         | Laurine van Riessen | Paesi Bassi   | +0.020 | Q    |
| 3         | Madalyn Godby       | Stati Uniti   | +0.024 | Q    |
| 4         | Nicky Degrendele    | Belgio        | +0.024 | Q    |
| 5         | Lauriane Genest     | Canada        | +0.182 |      |
| 6         | Riyu Ohta           | Giappone      | +0.981 |      |

### Semifinali
Si qualificano per la finale le prime tre atleti di ogni batteria, le altre si qualificano per la finale di consolazione.

#### Batteria 1
| Posizione | Atleta             | Nazione     | Gap       | Note      |
| --------- | ------------------ | ----------- | --------- | --------- |
| 1         | Lee Wai Sze        | Hong Kong   |           | Q         |
| 2         | Mathilde Gros      | Francia     | +0.214    | Q         |
| 3         | Kaarle McCulloch   | Australia   | +0.566    | Q         |
| 4         | Madalyn Godby      | Stati Uniti | +0.687    |           |
| 5         | Simona Krupeckaitė | Lituania    | +0.777    |           |
| 6         | Nicky Degrendele   | Belgio      | Relegated | Relegated |

#### Batteria 2
| Posizione | Atleta              | Nazione       | Gap    | Note |
| --------- | ------------------- | ------------- | ------ | ---- |
| 1         | Stephanie Morton    | Australia     |        | Q    |
| 2         | Shanne Braspennincx | Paesi Bassi   | +0.066 | Q    |
| 3         | Daria Shmeleva      | Russia        | +0.143 | Q    |
| 4         | Anastasia Voynova   | Russia        | +0.200 |      |
| 5         | Lee Hye-jin         | Corea del Sud | +0.220 |      |
| 6         | Laurine van Riessen | Paesi Bassi   | +0.512 |      |

### Finali

#### Finale di consolazione
| Posizione | Atleta              | Nazione       | Gap    | Note |
| --------- | ------------------- | ------------- | ------ | ---- |
| 7         | Laurine van Riessen | Paesi Bassi   |        |      |
| 8         | Madalyn Godby       | Stati Uniti   | +0.258 |      |
| 9         | Lee Hye-jin         | Corea del Sud | +0.283 |      |
| 10        | Nicky Degrendele    | Belgio        | +0.342 |      |
| 11        | Anastasia Voynova   | Russia        | +0.367 |      |
| 12        | Simona Krupeckaitė  | Lituania      | +0.495 |      |

#### Finale
| Posizione | Atleta              | Nazione     | Gap    | Note |
| --------- | ------------------- | ----------- | ------ | ---- |
| 1         | Lee Wai Sze         | Hong Kong   |        |      |
| 2         | Kaarle McCulloch    | Australia   | +0.118 |      |
| 3         | Daria Shmeleva      | Russia      | +0.188 |      |
| 4         | Stephanie Morton    | Australia   | +0.286 |      |
| 5         | Shanne Braspennincx | Paesi Bassi | +0.369 |      |
| 6         | Mathilde Gros       | Francia     | +0.432 |      |